# بوب روجرز
بوب روجرز (بالإنجليزية: Bob Rogers)‏ هو كاتب ومنتج أفلام ومخرج أمريكي، ولد في القرن العشرين.

## وصلات خارجية
- بوب روجرز على موقع IMDb (الإنجليزية)
- بوب روجرز على موقع ألو سيني (الفرنسية)
- بوب روجرز على موقع أول موفي (الإنجليزية)
- بوب روجرز على موقع قاعدة بيانات الفيلم (الإنجليزية)
- بوب روجرز على موقع كينوبويسك (الروسية)